# Roszpunka (baśń)
Roszpunka (niem. Rapunzel) – tytuł jednej z niemieckich baśni ludowych oraz imię jej głównej bohaterki. Baśń została po raz pierwszy spisana przez braci Grimm i opublikowana w 1812 roku w zbiorze Baśni (tom 1, nr 12).

## Fabuła baśni
Pewne młode małżeństwo mieszkało w domu obok ogrodu potężnej czarownicy Gotel. W jej ogrodzie rosło wiele roślin, między innymi roszpunka. Żona zapragnęła mieć tę roszpunkę, a mąż, by zrobić jej przyjemność, wszedł do ogrodu i zerwał ją. Jednak złapany przez czarownicę musiał za cenę życia obiecać, że odda jej dziecko, które jego żona urodzi. Kiedy więc urodziła się dziewczynka, czarownica przybyła po nią, nadała jej imię Roszpunka i zabrała ją ze sobą.
Roszpunka wyrosła na piękną dziewczynę. Miała bardzo długie i mocne włosy. W wieku 12 lat została przez czarownicę zamknięta w stojącej w lesie wieży bez schodów. Czarownica mogła dostać się do wieży po spuszczonych przez Roszpunkę włosach. Pewnego dnia w pobliże tej wieży trafił książę. Zauroczył go śpiew dziewczyny, odtąd wracał pod wieżę codziennie, aż odkrył sposób, aby dostać się do wewnątrz. Królewicz wracał do Roszpunki co wieczór.
Gdy stara czarownica dowiedziała się o ich spotkaniach, w gniewie obcięła Roszpunce włosy i wypędziła dziewczynę do pustelni. Następnie zwabiła księcia do wieży i oznajmiła mu, że już nigdy nie zobaczy ukochanej. Książę z rozpaczy wyskoczył przez okno. Przeżył, ale rosnące pod wieżą ciernie wykłuły mu oczy. Zrozpaczony żył w lesie.
Któregoś dnia usłyszał śpiew Roszpunki i dzięki niemu trafił do jej pustelni. Dziewczyna rozpoznała go, a jej łzy uleczyły jego ślepotę. Wrócili wspólnie do jego królestwa, gdzie żyli długo i szczęśliwie.

## Adaptacje filmowe
- Nowe Baśnie braci Grimm: Seria II  (Roszpunka - odcinek 5) – japoński serial animowany z 1987 roku.
- Ponadczasowe Opowieści z Hallmarku (Wiecznie ciekawe bajki) (Roszpunka - odcinek 1) – amerykański serial animowany z 1991 roku.
- Baśnie Braci Grimm: Simsala Grimm: Seria I (Roszpunka - odcinek 8) – niemiecki serial animowany z 1999 roku.
- Barbie jako Roszpunka – film z 2002 roku
- Roszpunka – film z 2009 roku
- Zaplątani – film z 2010 roku
- Dawno, dawno temu (Once Upon a Time) – serial od 2011 roku.